# Monte Matanna
Il Monte Matanna è un rilievo montuoso della catena appenninica delle Alpi Apuane, alto 1317 m s.l.m., nel settore amministrativo della Provincia di Lucca, più precisamente nel comune di Stazzema, in Versilia.

## Morfologia
Il Monte Matanna è il più alto rilievo delle Apuane meridionali, dalla caratteristica forma piramidale. Il panorama dalla cima abbraccia tutta la catena montuosa e buona parte della Toscana settentrionale. Nelle vicinanze della sommità è presente un laghetto (chiamato Il Bozzone). Il massiccio comprende anche il Monte Nona (1296 m s.l.m.) e il Monte Procinto (1173 m s.l.m.), separati dal rilievo principale dal Passo del Callare (1139 m s.l.m.).

## Flora e fauna
Sul crinale della montagna ampi tratti di pietra nuda sono intervallati a praticelli con caratteristici fiori montani (come la Globularia incanescensis), che con il diminuire dell'altezza lasciano spazio ad ampie foreste di aghifoglie e di faggi.
Sono inoltre presenti animali erbivori (muflone, capriolo, daino) recentemente reintrodotti nel parco delle Alpi Apuane, e uccelli (rondine, pernice, aquila reale, sordone).

## Escursionismo
Non esiste un sentiero gestito dal Club Alpino Italiano che raggiunga la cima (comunque agevolmente raggiungibile tramite tracce in cresta), ma il massiccio è aggirato dai sentieri 3, 121, 5 e 109 delle Alpi Apuane, e sui suoi versanti sono presenti due rifugi: il Ristoro Alto Matanna (1038 m s.l.m., versante est del monte), che ha posti letto e servizio di mezza pensione, e il Rifugio C.A.I. "Forte dei Marmi" (865 m, versante ovest, sotto il Monte Procinto), con 25 posti letto